# Francesco Saverio Giardina
Francesco Saverio Giardina Tantillo (Modica, 7 gennaio 1860 – Catania, 1º luglio 1932) è stato un geografo e politico italiano.

## Biografia
Nacque a Modica, all'epoca in provincia di Siracusa, il 7 gennaio 1860, in una nobile famiglia locale, da Vincenzo, docente e primo preside del liceo classico Tommaso Campailla, e dalla di lui prima moglie Virginia Tantillo Leontini.
Compì gli studi universitari a Napoli, dove si laureò dapprima in legge e poi in lettere. Si dedicò all'insegnamento e iniziò la carriera universitaria con la libera docenza in geografia nel 1889 all'Istituto Tecnico di Catania, per poi diventare docente ordinario nella stessa disciplina nel 1892, presso la facoltà di Lettere e Filosofia dell'Università di Catania. Nel 1902, in seguito alla Legge Baccelli sulla scuola, fu nominato docente straordinario di geografia nell'ateneo catanese dall'allora ministro della Pubblica Istruzione, Nunzio Nasi.
Preside della facoltà universitaria di Lettere e Filosofia nel biennio 1902-1903, svolse la sua attività di docente fino alla sua morte, avvenuta a Catania il 1º luglio 1932.

### Attività politica
Giardina ricoprì la carica di deputato durante la XXII Legislatura del Regno d'Italia (1904-1909), venendo eletto deputato nel collegio di Bronte in rappresentanza della Sinistra storica.